# 红山镇 (英山县)
红山镇，是中华人民共和国湖北省黄冈市英山县下辖的一个乡镇级行政单位。

## 行政区划
红山镇下辖以下地区：
叶家坊村、屏峰村、邵河村、鸭掌树村、板桥村、乌云山村、张家畈村、白铺村、黄泥岗村、凉亭坳村、河东村、张家坊村、金家墩村、许家河村、横山村、石桥村、古山村、河口村、金家盆村和东汤河村。